# Gary Snyder
Gary Sherman Snyder (San Francisco, 8 de mayo de 1930) es un poeta, traductor, ensayista, conferenciante y activista del medio ambiente estadounidense, perteneciente a la Generación Beat y al Renacimiento de San Francisco. Ganó, entre otros, el Premio Pulitzer de Poesía de 1975.

## Biografía
Fue el mayor de los dos hijos que tuvieron Harold y Lois Snyder.
Se crio en una granja avícola y bovina de Lake City, al norte de Seattle, en el estado de Washington, que compró su familia cuando él contaba dos años y donde trataban frecuentemente con los indios Salish. No tuvo una infancia fácil, a causa de la Gran Depresión, pero él se refugió en los libros que siempre hubo en su casa, y con los que su madre le leía poesía por la noche, iniciando su interés por la literatura.
Dos años después, en 1942, sus padres se divorciaron y él y su hermana se fueron con su madre a vivir a Portland, (Oregón). Redactó sus primeros poemas y se aficionó al alpinismo. En 1947, tras graduarse en la Lincoln High School, emprendió estudios de antropología en el Reed College de Portland.
Inició el primero de sus viajes a los 18 años. Fue de Portland a Manhattan haciendo autostop, trabajó en los muelles y se enroló en un barco que partía hacia el Caribe. De vuelta fue a Los Ángeles, desde donde subió por la costa otra vez hasta Oregón.
Se casó con Alison Gass en 1950, pero se separaron tras solo siete meses, y se divorciaron en 1952. Es en esa época cuando empezó a publicar sus primeros poemas en publicaciones universitarias.
En 1951 se licenció en antropología y literatura. Trabajó en los grandes bosques de montaña de su país. En 1955 conoció a Alan Watts, Kenneth Rexroth y Allen Ginsberg y participó en el Renacimiento de San Francisco. También en esa época cursó estudios de posgrado en lenguas orientales en la Universidad de Berkeley.
Su viaje más importante lo llevó a Japón, donde descubrió el budismo zen y vivió durante diez años en monasterios japoneses de la escuela Rinzai. Esto influyó su poesía, siempre en comunión con la naturaleza y atenta a la unidad esencial del todo.
A principios de 1960 se encontró en Japón con la poetisa beat Joanne Kyger (a quien había conocido en 1958 en San Francisco). Se casaron el 28 de febrero de 1960.
Snyder fue un antecedente en el interés que desarrolló la Generación Beat sobre el budismo. En 1961 escribió un corto ensayo titulado "Buddhist anarchism" que luego volvió a publicar en 1969 en una versión revisada bajo el nombre de "Buddhism and the Coming Revolution". Desde el punto de vista poco ortodoxo sobre el budismo que planteó Snyder en su breve escrito, el estilo de vida disciplinario de los monjes budistas de desapego voluntario a las posesiones materiales y buscar ejercitarse a través de vida comunitaria tiene conexión con experimentar estilos de vida no disciplinarios como las drogas, el amor libre o la homosexualidad, así también planteó que la ética budista debería servir de sustento para una revolución socialista por medios pacifistas, tratando de articular todas estas ideas con la libertad individual.
En 1962 Snyder y Kyger viajaron a la India donde se encontraron con los poetas beats Allen Ginsberg y Peter Orlovsky. Allí conocieron al dalái lama. En 1964 se separó de Kyger.
Unos años después, de regreso en Estados Unidos, conoció en Míchigan a su amigo, el poeta Jim Harrison. Tradujo textos religiosos antiguos por cuenta del primer Zen Institute of America. En 1967 participó en el Human Be-In de San Francisco (nacimiento del movimiento hippie).
Sobre la isla volcánica de Suwanosejima, en el sur de Japón, fundó un ashram con Nanao Sakaki.
En 1967 se casó con Masa Uehara, a quien había conocido un año antes y con quien viviría durante veintidós años. 
En 1969 volvió a los Estados Unidos y compró tierras con Allen Ginsberg en el norte de San Juan, en Sierra Nevada. En esta comunidad rural construyó su casa Kitkitdizze y el zendo Ring of Bone. Desde entonces desarrolla y practica sus conceptos de rehabilitación del territorio y de biorregionalismo.
En 1989 se divorció de Uehara. Más tarde se casó con Carole Lynn Koda (1947-2006) hasta la muerte por cáncer de esta última.
Snyder ha traducido al inglés tanto literatura y poesía clásica chinas (son destacables sus versiones de Hanshan) como literatura moderna japonesa. Desde hace años trabaja como miembro docente de la Universidad de California así como del California Arts Council.
Publicó más de veinticinco libros entre 1959 y 2007 (poesía, ensayo, libros de viajes), traducidos a más de veinte idiomas. En 1975 obtuvo el Premio Pulitzer de Poesía por su poemario Turtle Island.

## Legado
Snyder posiblemente fue la inspiración del personaje Japhy Rider de la novela The Dharma Bums (1958) de Jack Kerouac, con quien había compartido una cabaña en Mill Valley entre 1955 y 1956.
Gary Snyder inspiró el documental The Practice of the Wild (2010) de John J. Healey basado en el libro homólogo de Snyder (1990). Su pensamiento en esta obra expone un  posthumanismo o una ecología profunda, en la que desarrolla su visión espiritual de la ecología donde se articulan diversos referentes: el budismo zen, las tradiciones amerindias (a las que a veces llama "budismo arcaico") y la mística de lo salvaje. De esta revalorización de lo «arcaico» por parte de Snyder, en la que considera que no debemos vernos como distintos de los animales, provienen pensamientos como «Como poeta cultivo los valores más arcaicos que existen, desde el Paleolítico tardío: la fertilidad de la tierra, la magia de los animales, la visión del poder en la soledad, la iniciación terrorífica y el renacimiento, el amor y el éxtasis de la danza, el trabajo común de la tribu» o «La naturaleza y los hombres necesitan variedad, diversidad y libertad para crecer. Cualquier forma de monocultivo mental es signo de estancamiento y muerte».  

## Obra
Fuente: Página del autor en la Poetry Foundation.

### Poesía
- 1959: Riprap.
- 1960: Myths & Texts.
- 1965: Riprap and Cold Mountain Poems, los poemas de Cold Mountain son trducciones de Han Shan.
- 1965: Six Sections from Mountains and Rivers Without End.
- 1966: A Range of Poems, incluye traducciones de Miyazawa Kenji.
- 1966: Three Worlds, Three Realms, Six Roads.
- 1967: The Back Country.
- 1969: The Blue Sky.
- 1970: Regarding Wave.
- 1971: Manzanita.
- 1972: Piute Creek.
- 1973: The Fudo Trilogy: Spell against Demons, Smokey the Bear Sutra, The California Water Plan
- 1974: Turtle Island, ganador del Premio Pulitzer de Poesía.
- 1975: All in the Family.
- 1976: Smokey the Bear Sutra.
- 1979: Songs for Gaia.
- 1984: Good Wild Scared.
- 1986: Left Out in the Rain: New Poems 1947-1986.
- 1986: The Fates of Rocks & Trees.
- 1983: Axe Handles, ganador del American Book Award.
- 1992: No Nature: New and Selected Poems.
- 1993: North Pacific Lands & Waters.
- 1996: Mountains and Rivers Without End.
- 2004: Danger on Peaks: Poems.
- 2015: This Present Moment.
- 2022: Collected Poems.

### Prosa y ensayos
- 1969: Earth House Hold: Technical Notes and Queries to Fellow Dharma Revolutionaries.
- 1977: The Old Ways: Six Essays.
- 1977: On Bread & Poetry: A Panel Discussion between Gary Snyder, Lew Welch and Philip Whalen.
- 1979: He Who Hunted Birds in His Father's Village: The Dimensions of a Haida Myth.
- 1980: The Real Work: Interviews & Talks, 1964-1979.
- 1983: Passage Through India, autobiográfico.
- 1990: The Practice of the Wild.
- 1995: A Place in Space: Ethics, Aesthetics, and Watersheds.
- 1999: The Gary Snyder Reader: Prose, Poetry, and Translations, 1952-1998.
- 2002: Look Out: a Selection of Writings.
- 2002: The High Sierra of California, en colaboración con Tom Killion.
- 2007: Back on the Fire: Essays.
- 2009: The Selected Letters of Allen Ginsberg and Gary Snyder, 1956-1991.
- 2009: Tamalpais Walking, en colaboración con Tom Killion.
- 2010: The Etiquette of Freedom, con Jim Harrison. Complemento al film de John J. Healey The Practice of the Wild.
- 2014: Nobody Home: Writing, Buddhism, and Living in Places, en colaboración con Julia Martin.
- 2015: Distant Neighbors: The Selected Letters of Wendell Berry and Gary Snyder.
- 2016: The Great Clod: Notes and Memories on Nature and History in East Asia.
- 2016: Dooby Lane: Also Known as Guru Road, A Testament Inscribed in Stone Tablets by DeWayne Williams, en colaboración con Peter Goin.

### Otros
- Narrador en la versión audio libro de Moon in a Dewdrop, de Kazuaki Tanahashi.

## Obra traducida al castellano

### Traducciones de libros
- La isla de la tortuga, Killer71, 2017. Traducción de Turtle Island, por José Luis Regojo Borrás. Prólogo de Nacho Fernández Rocafort. ISBN 978-84-946203-4-8.
- Viaje por la India, Varasek Ediciones, 2014. Traducción de Passage Through India, por José Luis Regojo Borrás y Concepción Catalán Giménez. ISBN 978-84-942572-5-4.
- La práctica de lo salvaje, Varasek Ediciones, 2016. Traducción de The Practice of the Wild, por Nacho Fernández Rocafort y José Luis Regojo Borrás. ISBN 978-84-943353-4-1.

### Recopilaciones
- El gran magma : memorias y apuntes sobre naturalez e historia en Asia Oriental, Varasek Ediciones, 2018. Recoge varios ensayos publicados en revistas. Traducción de Nacho Fernández Rocafort. ISBN 978-84-947924-3-4
- La mente salvaje:poemas y ensayos, Árdora Ediciones, 2000. Selección, traducción y edición de Nacho fernández Rocafort. ISBN 84-88020-26-0.

## Premios y reconocimientos
- 1966: Arts and Letters Award in Literature de la Academia Estadounidense de las Artes y las Letras.[17]
- 1968: Beca Guggenheim.[18]
- 1975: Premio Pulitzer de Poesía por Turtle Island.[13]
- 1984: American Book Award por Axe Handles.[19]
- 1986: Shelley Memorial Award de la Poetry Society of America.[20]
- 1987: Elegido Miembro de la Academia Estadounidense de las Artes y las Letras.[21]
- 1997: Bollingen Prize de la Universidad de Yale por su trayectoria.[22]
- 2008: Ruth Lilly Poetry Prize de la Poetry Foundation por su carrera.[23]
- 2011: PEN Oakland/Josephine Miles Literary Award por «educar tanto al público como a los medios de comunicación sobre la naturaleza del trabajo multicultural».[24]
- 2012: Premio Wallace Stevens por «los logros artísticos sobresalientes en el arte de la poesía a lo largo de su carrera».[25]